# Wies (Babensham)
Die Einöde Wies ist ein Gemeindeteil der Gemeinde Babensham im Landkreis Rosenheim und liegt direkt am Inn. Die nächstgelegenen Orte sind Rieden und Mernham.
Ursprünglich bestand Wies aus zwei Bauernhöfen, welche heute nicht mehr als solche, sondern als „Erlebnishof Wies“ touristisch bewirtschaftet werden. Teile der Höfe stehen unter Denkmalschutz. Der Ort hat etwa 6 Einwohner.